# Fort de Schans
Fort de Schans is een fort in Oudeschild op Texel. Het fort werd in 1574 gebouwd door Willem van Oranje om de schepen te kunnen controleren, die het Marsdiep in voeren. In de Gouden Eeuw werd Fort de Schans ook gebruikt als gevangenis en rechtbank voor muiterij op de schepen. In het fort zijn ook enkele mensen geëxecuteerd.
Napoleon Bonaparte kwam in 1811 bij Fort de Schans en liet het fort uitbreiden en verstevigen. Hij liet ook twee forten aan de zijkanten bouwen als extra verdediging, namelijk Fort Lunette (700 meter ten oosten) en Fort Redoute (400 meter ten westen). Op 16 oktober 1811 kwam Napoleon opnieuw naar het fort, maar dit keer om de vooruitgang in de bouw van de twee nieuwe forten te bekijken.
Na deze tijd werd de staat van het fort steeds slechter en er werden stenen van het fort gebruikt om huizen te bouwen in Oudeschild. Rond 1930 werd een deel van het fort afgegraven om de dijken te verstevigen.

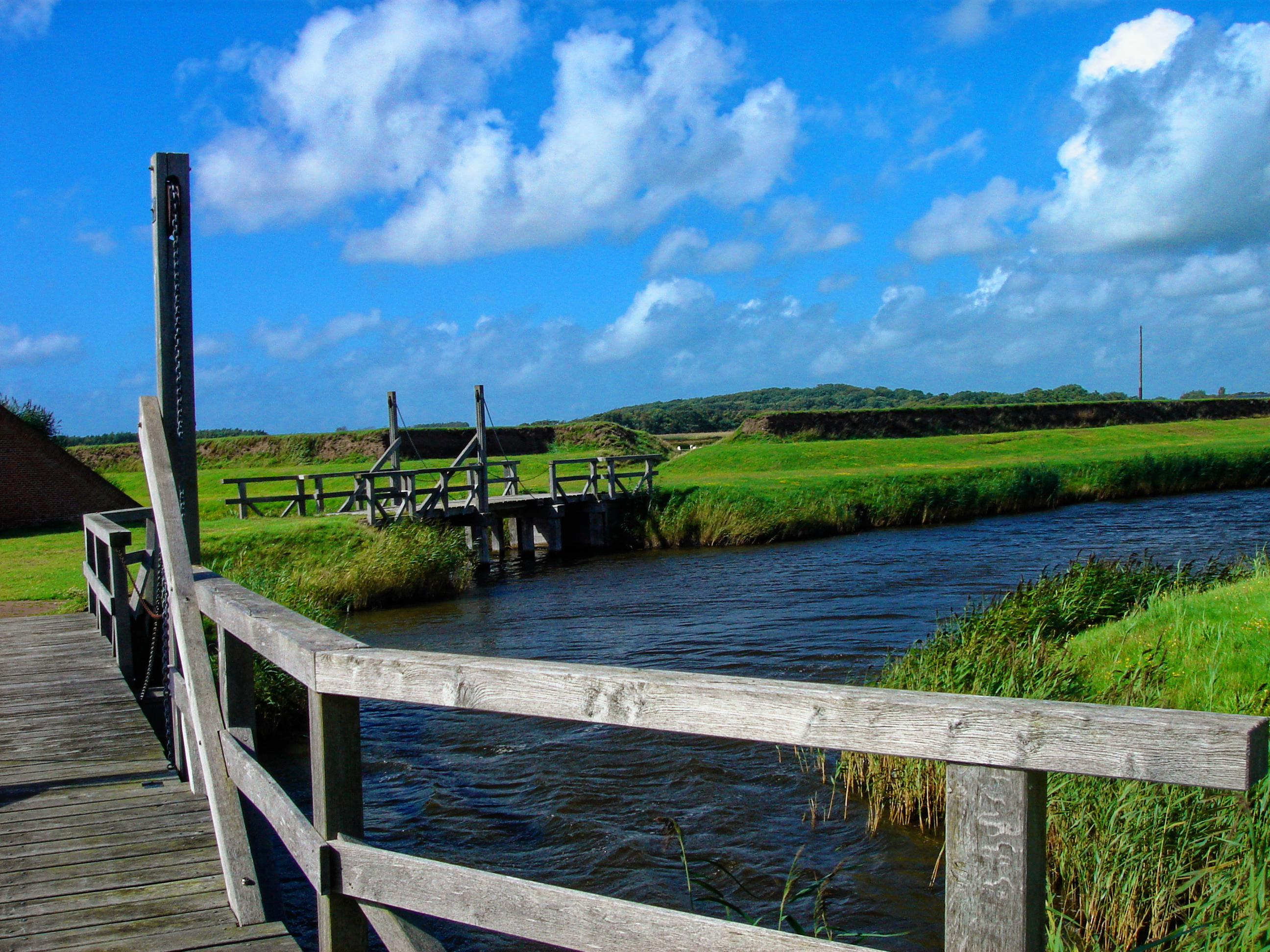
In 2008
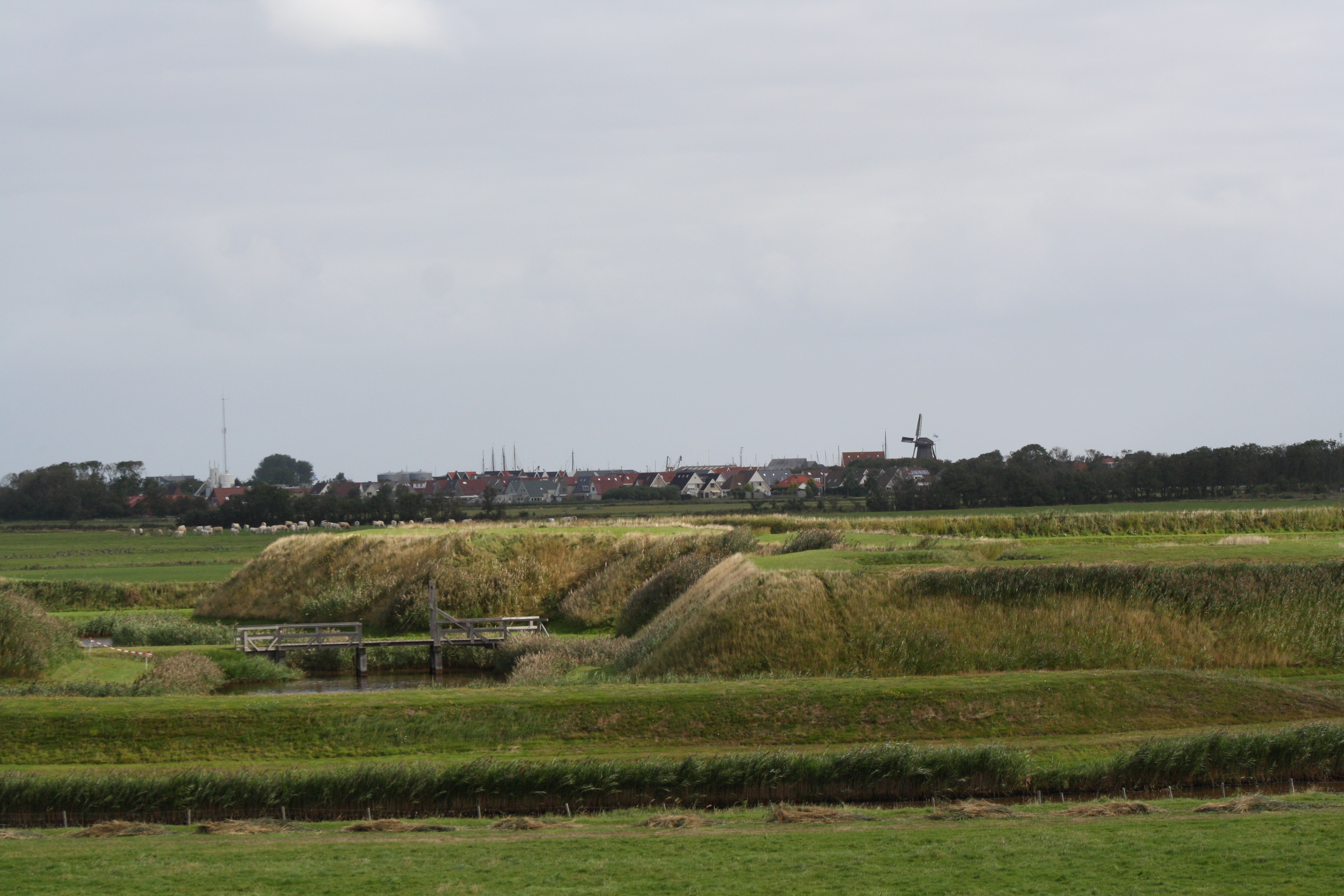
In 2012
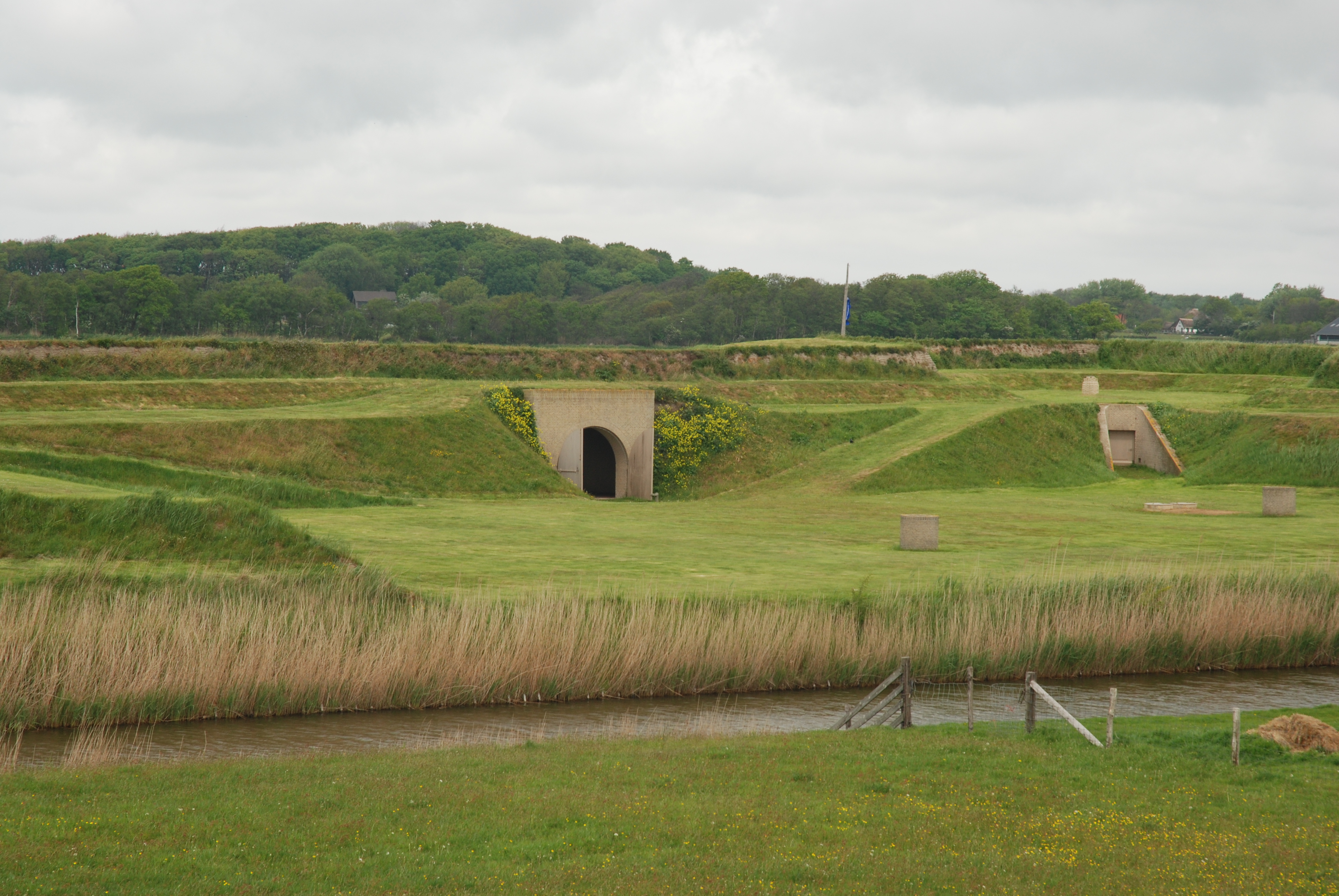
In 2016
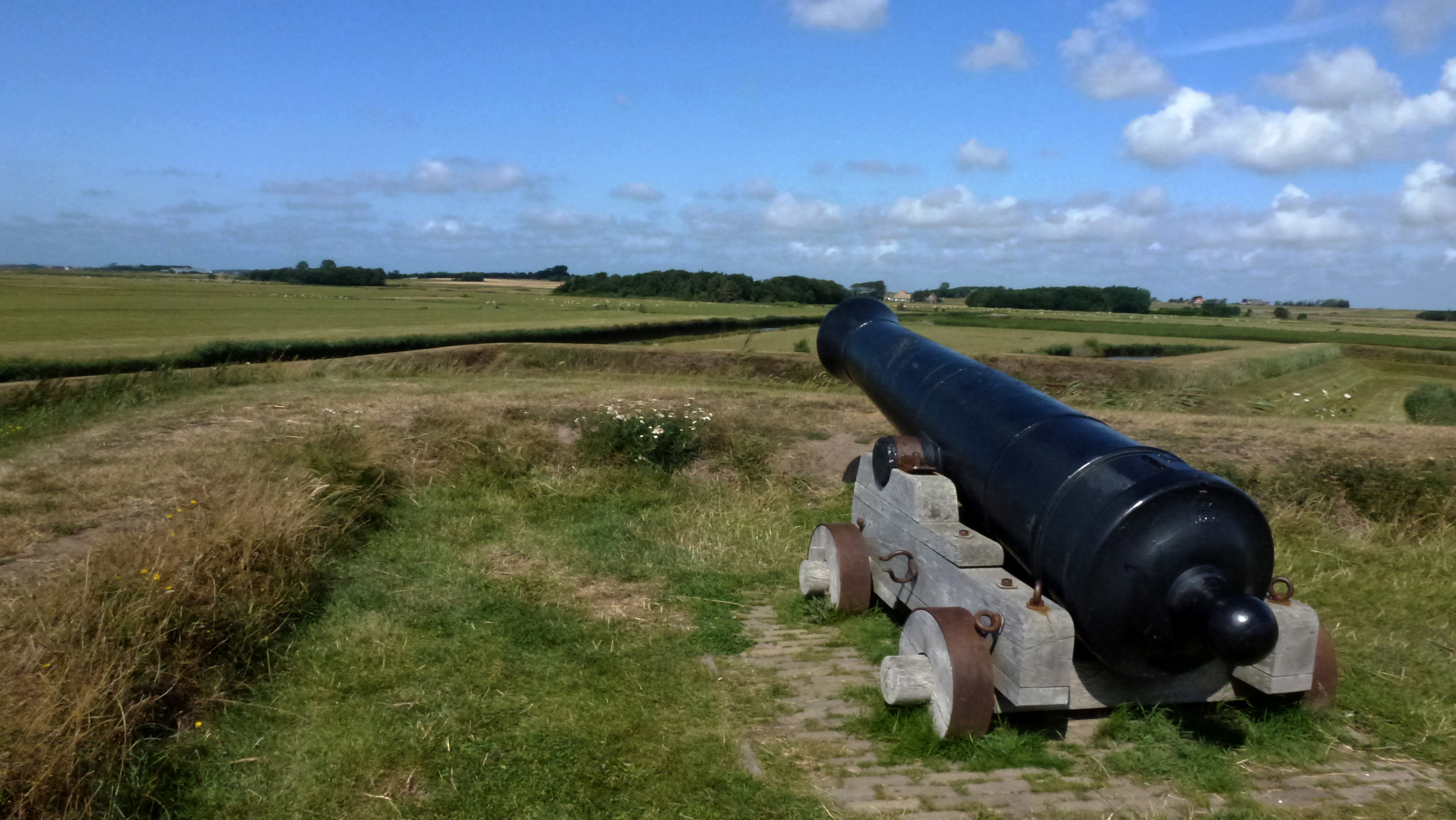
In 2019